# Lasioedma floccosa
Lasioedma floccosa är en fjärilsart som beskrevs av W. Warren 1907. Lasioedma floccosa ingår i släktet Lasioedma och familjen mätare. Inga underarter finns listade i Catalogue of Life.